# 橋本哲
橋本哲（日语：／ Hashimoto Satoshi，1966年4月26日—），日本男演員、配音員、歌手。
出身於大阪府枚方市。身高184cm。O型血。

## 簡介
劇團☆新感線出身，主要從事舞台劇和音樂劇的演員工作。
株式會社Cube所屬。大阪藝術大學藝術學部舞台藝術学科畢業。
配音方面，為人熟悉的代表配音作品是1992年至2010年擔任SNK電玩格鬥遊戲《餓狼傳說》系列的主角泰瑞·柏格德和金家藩（後來都在《格鬥天王系列》全勤演出）及電視動畫《變形金剛：Car Robot》的柯博文。

## 來歷
1989年，橋本加入劇團☆新感線之後，從此展開其演藝生涯。之後在1996年公演的舞台劇《BEAST IS RED ～野獸郎晉見！》第一次飾演主角。翌年1997年的舞台劇《直擊！Dragon Rock ～轟天～》是橋本在劇團☆新感線時期的最後一次公演。離開劇團☆新感線之後，雖然開始積極參演電視劇、電影，不過到了1999年，又再展開舞台公演的工作。2001年，於蜷川幸雄負責演出的舞台劇版《哈姆雷特》中飾演雷爾提。同年由宮本亞門負責演出的《胡桃夾子》和2003年由鴻上尚史編劇的《灰姑娘物語》仍然持續參加新作音樂劇的公演。
2004年，橋本因為在舞台劇《西貢小姐》飾演主角是一位工程師〈強納森·布萊斯〉而獲得拔擢。2006年，橋本在約翰·卡德負責演出的《乞丐歌劇》中飾演口出狂言的詩人。翌年2007年，橋本同樣在約翰·卡德負責演出、於英國倫敦進行公演的音樂劇《悲慘世界》主角尚萬強徵選中被選上。除此這些舞台劇之外，他還有參演中國話劇，並經常參加鈴木勝秀、G2、KERA（今名Keralino Sandrovich）負責演出的舞台劇。
2005年，橋本在綜藝節目《森田一義時間 笑一笑又何妨！》表示「暫時沒有在電視劇中演反派」，但是他在那之後經常飾演反派以外的角色。不僅如此，橋本在2000年代之前曾經為電視動畫《變形金剛：Car Robot》登場的柯博文及遊戲《餓狼傳說》系列與《格鬥天王》系列出場的泰瑞·柏格德與金家藩等具強烈正義感的角色獻聲。

## 人物
劇團☆新感線所屬時期，經常跟橋本潤兩人一起參加遊戲《餓狼傳說》系列的配音。此外，兩人雖然同姓和毫無血緣關係，但卻是從大學時期就認識的前輩與後輩。
家裡有養兩隻公的長毛吉娃娃。名字叫巧普和虎克。
興趣和特長有滑雪、變魔術、嘴中噴火、汽球手藝。喜歡的食物是油炸類和甜食，不擅長吃的食物有番茄、胡蘿蔔及辛辣類食物。另外對酒精類的飲料很弱，原因是有一次與舞台劇《乞丐歌劇》的同事在燒烤餐廳進行聚餐時，橋本只是點了一杯熱牛奶，就被周遭同事開玩笑說「小嬰兒耶！」。

## 演出

### 電視劇

#### NHK
- 新·墮落三人組（日语：ズッコケ三人組#ドラマ愛の詩『新・ズッコケ三人組』）（2002年）—飾 怪盗X
- 愛和友情的布基沃基（日语：愛と友情のブギウギ）（2005年）—飾 十文字教官
- 大河劇 平清盛（2012年）—飾 源為朝
- 正月時代劇（日语：NHK正月時代劇） 落櫻繽紛（2014年）—飾 古橋勝之介
- 放送90週年 大河奇幻「精靈守護者II 悲哀的破壞神」（2017年1月—3月）—飾 由撒姆[5]
- 獵豔情人 ～女人們的秘密～（日语：ミストレス〜女たちの秘密〜）（2019年）—飾 木戶光一郎[6]
- 連續電視小說 夏空（2019年）—飾 荒井康助

#### 日本電視台
- D×D（日语：D×D） 最終話（1997年）—飾 香坂幻一郎
- Shin-D 史上最壞的家族（1998年）—主演
- 情牽有緣人（日语：お熱いのがお好き?）（1998年）—飾 杉本將義
- P.A.（日语：P.A.） 最終話（1998年）
- 我的女友死掉了。（日语：彼女が死んじゃった。） 第8話（2004年）
- 有閑俱樂部 第6話（2007年）—飾 金剛
- 夢象成真 女人的幸福篇（日语：夢をかなえるゾウ） 第2、3話（2008年）—飾 尤利烏斯·凱撒
- 型男麵蕎麥屋偵探 ～不錯哦！～（日语：イケ麺そば屋探偵〜いいんだぜ!〜） 第10話（2009年）—飾 里志
- 遺產偵探 第4話（2025年）—飾 電視節目旁白

#### TBS
- 這些男人（日语：男について）（1990年）
- 誰也不能說（日语：誰にも言えない）（1993年）
- 甜蜜家庭（日语：スウィート・ホーム (テレビドラマ)）（1994年）
- （1994年）—飾 三輪悌一
- （1997年）
- 邂逅（日语：めぐり逢い (1998年のテレビドラマ)）（1998年）
- 惡女（日语：悪いオンナ）「誘惑女」（1999年12月）
- 這裡是第三社會部（日语：こちら第三社会部）（2001年）—飾 福原文夫
- 金田一耕助系列（日语：古谷一行の金田一耕助シリーズ#名探偵・金田一耕助シリーズ） 「白色蠟像的美人死者」（2004年）—飾 瓜生朝二
- 早乙女千春的陪同旅行報告（日语：早乙女千春の添乗報告書）17 那須鹽原湯殺人事件（2005年）—飾 一之瀨悠介
- 走馬燈株式會社（日语：走馬灯株式会社#テレビドラマ）（2012年）—飾 杉浦克巳
- 連續2夜特別劇場 紅十字女護士（2015年8月1日、2日）—飾 藏原基介
- 下町火箭（2015年10月—12月）—飾 三田康
- 黑色止血鉗（2018年4月—6月）—飾 黑崎誠一郎
- 繼母與女兒的藍調 2020年謹賀新年SP（2020年）—飾 頭目
- TOKYO MER～行動急診室～（2021年7月—9月）—飾 駒場卓
- VIVANT（2023年7月—9月）—飾 原智彥
- 黑色止血鉗2（2024年7月—9月）—飾 黑崎誠一郎

#### 富士電視網
- 富士電視台
  - 求愛姐妹花（日语：恋のパラダイス）（1990年）
  - 29歲的聖誕節（日语：29歳のクリスマス）（1994年）
  - 奇蹟餐廳（1995年）
  - 醜小鴨 淚水的畢業典禮特別篇（日语：みにくいアヒルの子 (テレビドラマ)）（1998年）
  - 古畑任三郎 第3季「絕對音感殺人事件」（1999年）—飾 石森
  - 編輯王（日语：編集王#テレビドラマ）（2000年）
  - 急症群英（2001年）—飾 成島秀人
  - 鑽石女郎（日语：ダイヤモンドガール）（2003年）
  - 離婚女律師II（日语：離婚弁護士） 第1話（2005年）—飾 青木和馬
  - 得到幸福吧（2011年）—飾 河原新造
  - 推理要在晚餐後（2011年）—飾 立花邦夫
  - 最後的灰姑娘（2013年）—飾 遠藤健一
  - 週五娛樂（日语：金曜エンタテイメント）
    - 女律師水島由里子之危險事件簿（日语：女弁護士水島由里子の危険な事件ファイル）3（1999年）—飾 濱崎信也
    - 音之犯罪搜査官響奈津子（日语：音の犯罪捜査官・響奈津子）6（2003年）—飾 佐久間徹
    - 少年偵探事件簿（日语：えなりかずきの少年探偵 事件でござる）2（2003年）—飾 坂舞周作

  - 週五PRESTIGE（日语：金曜プレステージ） 塔馬教授的天才推理（日语：塔馬教授の天才推理）（2012年—2014年）—飾 長山作治
  - SUITS 第1話、第7話（2018年）—飾 木次谷公一
  - 第一刑事部的烏鴉（2021年）—飾 江原諭
- 關西電視台
  - 新難波帝王（日语：難波金融伝・ミナミの帝王#テレビドラマ）（2010年9月21日）—飾 桐生修也

#### 朝日電視台
- 科調所的女法研（1999年）—飾 小清水司
- 圈套（2000年）—飾 桂木弘章
- 另一個天堂 ～eclipse～（日语：アナザヘヴン）（2000年）—飾 小山昌
- 安樂椅子偵探、再次（日语：安楽椅子探偵 (テレビドラマ)）（2000年）—飾 植原芳樹
- 暴坊將軍XI（2001年）—飾 岡倉晉作
- 通販之男（日语：ツーハンマン）（2002年）—飾 原田修一
- 週六Wide劇場（日语：土曜ワイド劇場） 祭典律師·澤田吾朗（日语：お祭り弁護士・澤田吾朗）2（2002年）—飾 矢部明
- 富豪刑事（2005年）—飾 江草辰男
- 蜜桃17（2005年）—飾 松永洋一
- 名奉行！大岡越前（日语：名奉行! 大岡越前）（2006年）—飾 彌助
- 再度搭乘地下鐵（日语：地下鉄に乗って#テレビドラマ）（2006年）—飾 田波義彥
- 嫁到什麼鬼地方（2007年）—飾 山本榮太郎
- 抹布女孩 第5話（2007年）—飾 大津和明
- 謎（2008年）—飾 江田島吾郎
- 名偵探的守則（2009年）—飾 蟻場耕作
- 新警視廳搜查一課9係（2010年）—飾 門脇
- 秘密（2010年）—飾 小阪洋太郎
- 遺留搜查 第1話（2011年）—飾 財津陽一
- 妄想搜查 ～桑瀉幸一副教授的瀟灑生活（日语：妄想捜査〜桑潟幸一准教授のスタイリッシュな生活#テレビドラマ） 第2話（2012年）—飾 齋藤教授
- 刑警七人（2015年）—飾 安積隆秀
- 相棒 Season14（2015年）—飾 鞘師九一郎
- Good Partner 無敵律師（2016年）—飾 名木登志夫
- 特搜9 Season3（2020年）—飾 門脇健治

#### 東京電視台
- 姿三四郎（日语：姿三四郎 (テレビドラマ)#2007年版）（2007年）—飾 村井半助
- 刑事吉永誠一淚之事件簿（日语：刑事吉永誠一 涙の事件簿#連続ドラマ版）（2013年）—飾 黑木好夫
- 醫生調查班 ～揭秘醫療事故的黑暗～（2016年）—飾 遠山輝一
- 同一屋簷下的四個女人（日语：あの家に暮らす四人の女）（2019年9月30日）—飾 立花修[7]

#### WOWOW
- 顫抖的牛（日语：震える牛）（2013年）—飾 西野守
- 預告犯 -THE PAIN-（2015年）—飾 田淵勇三
- 不沉的太陽（2016年）—飾 濱田萬治
- 前科者 -新人保護司阿川佳代-（2021年）—飾 阿川道之助

#### 其它電視台
BS Sukaper！
- 螻蛄 疫病神系列（日语：螻蛄 疫病神シリーズ）（2016年）—飾 美濃芳雄

### 電影
- 極道之妻們（日语：極道の妻たち）（1994年、1998年）
- 金田一少年之事件簿 上海人魚傳說（1997年）—飾 幸田裕司
- 六月新娘 6月19日的花嫁（日语：6月19日の花嫁）（1998年）
- SCORE2 THE BIG FIGHT（日语：SCORE2 THE BIG FIGHT）（1999年）—飾 凱許
- 冰天雪地（2000年）—飾 戶塚信吾
- 大河的一滴（日语：大河の一滴）（2001年）
- 千年之戀（2001年）
- 東京殭屍（日语：東京ゾンビ）（2005年）—飾
- 伴舞女郎！（日语：バックダンサーズ!）（2006年）
- 咯咯咯鬼太郎（2007年）—飾 空狐
- 舞妓哈哈哈!!!（2007年）—飾 男眾
- 第六感生死戀（2010年）—飾 黑田龍二
- 黑執事（2014年）—飾 青木宗光
- 暗殺教室（2015年－2016年）—飾 克雷格·北條
- 七場會議（2019年）—飾 坂戶崇彥
- 新解釋·三國志（2020年）—飾 關羽
- 電影版TOKYO MER：行動急診室（2023年）—飾 駒場卓

### 舞台
- 素戔嗚尊 ～神劍物語（1989年）—飾
- 素戔嗚尊 ～武流轉生（1994年）—飾
- 洛基恐怖秀（1995年）—飾 艾迪／史考特博士
- D-LIVE ROCK TO THE FUTURE（1996年）—飾
- BEAST IS RED ～野獸郎晉見！（1996年）—飾 物怪野獸郎
- 狸 TANUKI（1996年）—飾 稻光
- 直擊！Dragon Rock ～轟天～（1997年）—飾 諾羅伊
- （1999年）—飾 立花洋一
- （2000年）—飾 巴尼
- 哈姆雷特（2001年）—飾 雷爾提
- 胡桃夾子（2001年）—飾 德羅赛爾梅耶
- （2002年、2005年）—飾 戰士
- 人間風車（2003年）—飾 國尾
- 灰姑娘物語（2003年、2005年）—飾 宮廷大臣皮耶魯
- 闔眼的天使（2003年）—飾 電通太郎
- LYNX（2004年）—飾
- 西貢小姐（2004年、2008年）—飾 工程師〈強納森·布萊斯〉
- 乞丐歌劇（英语：The Beggar's Opera）（2006年、2008年）—飾 菲爾希、皮強、湯姆
- （2006年）—飾
- 同性三分親（英语：Torch Song Trilogy (film)）（2006年）—飾 艾德
- 雲雀（2007年）—飾 沃里克伯爵
- 悲慘世界（2007年、2009年）—飾 尚萬強
- 簡·愛（2009年、2012年）—飾 愛德華·費爾法克斯·羅徹斯特
- 東京月光魔曲（2009年）—飾 一之藏始
- 寫樂（2010年）—飾 齊藤十郎兵衛
- W ～Double（日语：W 〜ダブル）（2010年）—飾 里謝爾
- TANGO（2010年）—飾 艾德克
- 發條橘子（2011年）—飾 布羅茨基、杜林、布里
- 三劍客（英语：3 Musketiers）（2011年）—飾 亞特斯
- 我想去紐約!!（2011年）—飾 艾克瑟
- 羅密歐與茱麗葉（2012年）—飾 羅倫斯神父
- Bitter days, Sweet nights（2012年）—飾
- （2013年）—飾 鍊金術師丹達布爾
- 雙城記（2013年）—飾 迪法傑
- 夏洛克·福爾摩斯 安德森家的秘密—飾 夏洛克·福爾摩斯
- 阿達一族（2014年）—飾 哥梅茲·阿隆索·阿達
- 盜海豪情（2014年）—飾 泰瑞·班尼迪克特
- （2014年）—飾 路德維希1世
- 十二夜（2015年）—飾 馬伏里奧
- 夏洛克·福爾摩斯2 ～Bloody Game～（2015年）—飾 夏洛克·福爾摩斯
- 文森·梵谷（2016年）—飾 文森·梵谷[8]
- Murder Ballad（2016年）—飾 麥可[9]
- （2018年）—飾 ／橋本
- 爛東西！（英语：Something Rotten!）（2018年）—飾 諾斯特拉達姆士[10]
- 偽義經冥界歌（日语：劇団☆新感線）（2019年、2020年）—飾 奧華秀衡[11]
- NODA MAP（日语：野田秀樹） 『Q: A Night At The Kabuki』（2019年）[12]

### 電視動畫
- 變形金剛：Car Robot（日语：トランスフォーマー カーロボット）（2000年）—飾 柯博文[13]
- 屁屁偵探（2020年—2022年）—飾 [14]

### 網路動畫
- 格鬥天王：另一天（日语：The King of Fighters: Another Day）（2005年）—飾 泰瑞·柏格德

### 遊戲
- SNK電玩格鬥遊戲（泰瑞·柏格德、金家藩、播音〈CITY OF THE WOLVES〉）
  - 餓狼傳說系列[注 1]
  - 格鬥天王系列[注 2]
- CAPCOM VS. SNK（日语：CAPCOM VS. SNK）系列
- SNK VS. CAPCOM SVC CHAOS（日语：SNK VS. CAPCOM SVC CHAOS）
- NeoGeo Battle Coliseum（日语：ネオジオバトルコロシアム）

### 外語配音

#### 電影
- 可可夜總會（2018年）—飾 恩尼托·德拉古司[15]

#### 電視影集
- 艾莉的異想世界—飾 維多·莫里遜（瓊·邦·喬飛）

### 廣播節目
- 青春冒險（日语：青春アドベンチャー）「青之時間」（1996年，NHK-FM）—飾 布魯
- 橋本哲 Rock'n Soul Show（1998年—1999年，CBC）
- Netz豐田南海 presents 橋本（2019年2月3日—6月30日，FM OH！（日语：エフエム大阪），星期日18時30分—18時55分）

### 電視節目
- 少年頭腦香取（日语：少年頭脳カトリ）（富士電視台）

### 其它
NHK綜合
- Professional 工作的態度（日语：プロフェッショナル 仕事の流儀）—旁白
- 歷史秘話解說

其它電視台
- 有田Preview Room（日语：有田プレビュールーム）（TBS電視台）—旁白

### 廣告
- 資生堂 —旁白
- 大和證卷（日语：大和証券）（2016年）[注 3][16]

## 腳註

## 外部連結
- 橋本哲｜株式會社Cube （页面存档备份，存于） （日語）
- 橋本哲 OFFICIAL SITE （页面存档备份，存于） （日語）－橋本哲的官方個人網站。
- 橋本哲的X（前Twitter） （日語）
- 橋本哲 （页面存档备份，存于） （日語）－電視劇檔案資料庫（日语：テレビドラマデータベース）
- 橋本哲 （页面存档备份，存于） （日語）－日本電影資料庫
- 橋本哲 （页面存档备份，存于） （日語）－allcinema（日语：allcinema）
- 橋本哲 （页面存档备份，存于） （日語）－KINENOTE
- Satoshi Hashimoto在互联网电影资料库（IMDb）上的資料（英文）
- 橋本哲 （页面存档备份，存于） （日語）－NHK人物錄（日语：NHK人物録）